# Erich-Heinrich Clößner
Erich-Heinrich Philipp Karl Albert Reinhard Clößner (né le 17 septembre 1888 à Giessen et mort le 28 mars 1976 à Constance) est un General der Infanterie allemand qui a servi au sein de la Wehrmacht pendant la Seconde Guerre mondiale.
Il a été récipiendaire de la croix de chevalier de la croix de fer. Cette décoration est attribuée pour récompenser un acte d'une extrême bravoure sur le champ de bataille ou un commandement militaire avec succès.
Erich Clößner est capturé par les forces alliées en 1945 et libéré en 1947.

## Biographie
Clößner s'engage le 14 mars 1907 comme lieutenant dans le 160e régiment d'infanterie à Bonn. À partir du 1er octobre 1911, il est affecté comme adjudant et officier de justice au 2e bataillon. Avec le début de la Première Guerre mondiale et la mobilisation, il est engagé avec son régiment sur le front occidental. Il y est blessé le 10 septembre 1914, est envoyé à l'hôpital, est entre-temps promu lieutenant le 18 décembre 1914 et, après sa guérison, est affecté au bataillon de réserve de son régiment le 25 avril 1915. À partir du 28 juillet 1915, il revient sur le terrain en tant que commandant de compagnie. Le 5 février 1916, Clößner est muté comme 2e adjudant à la 29e brigade de réserve et le 30 juin 1916 comme officier d'ordonnance à l'état-major de la 15e division d'infanterie. Suivent des commandements comme 1er adjudant à la division Dumrath, comme officier d'ordonnance à la division H ainsi qu'au groupe d'armées Rupprecht de Bavière. En tant que capitaine (depuis le 5 octobre 1916), Clößner est muté ici le 1er novembre 1916 dans la fonction de 3e officier d'ordonnance. Il y reste jusqu'au 12 mai 1917, puis occupe un poste d'état-major général au sein de la 25e division de Landwehr et ensuite au 18e corps de réserve. Le 28 mars 1918, il est transféré à l'état-major général de l'armée, tout en restant à ce poste.

## Décorations
- Croix de fer (1914)
  - 2e classe (9 septembre 1914)
  - 1re classe (16 septembre 1915)
- Insigne des blessés (1914)
  - en Noir (30 mai 1918)
- Croix hanséatique de Hambourg (17 avril 1918)
- Croix d'honneur (19 février 1935)
- Médaille de l'Anschluss
- Médaille des Sudètes avec barrette du Château de Prague
- Croix de fer (1939)
  - 2e classe (20 mai 1940)
  - 1re classe (6 juin 1940)
- Médaille du Front de l'Est (20 juillet 1942)
- Croix allemande en or (15 juillet 1942)
- Croix de chevalier de la croix de fer
  - Croix de chevalier le 29 septembre 1940 en tant que Generalleutnant et commandant de la 25e division d'infanterie[1]